# RIM-8 Talos

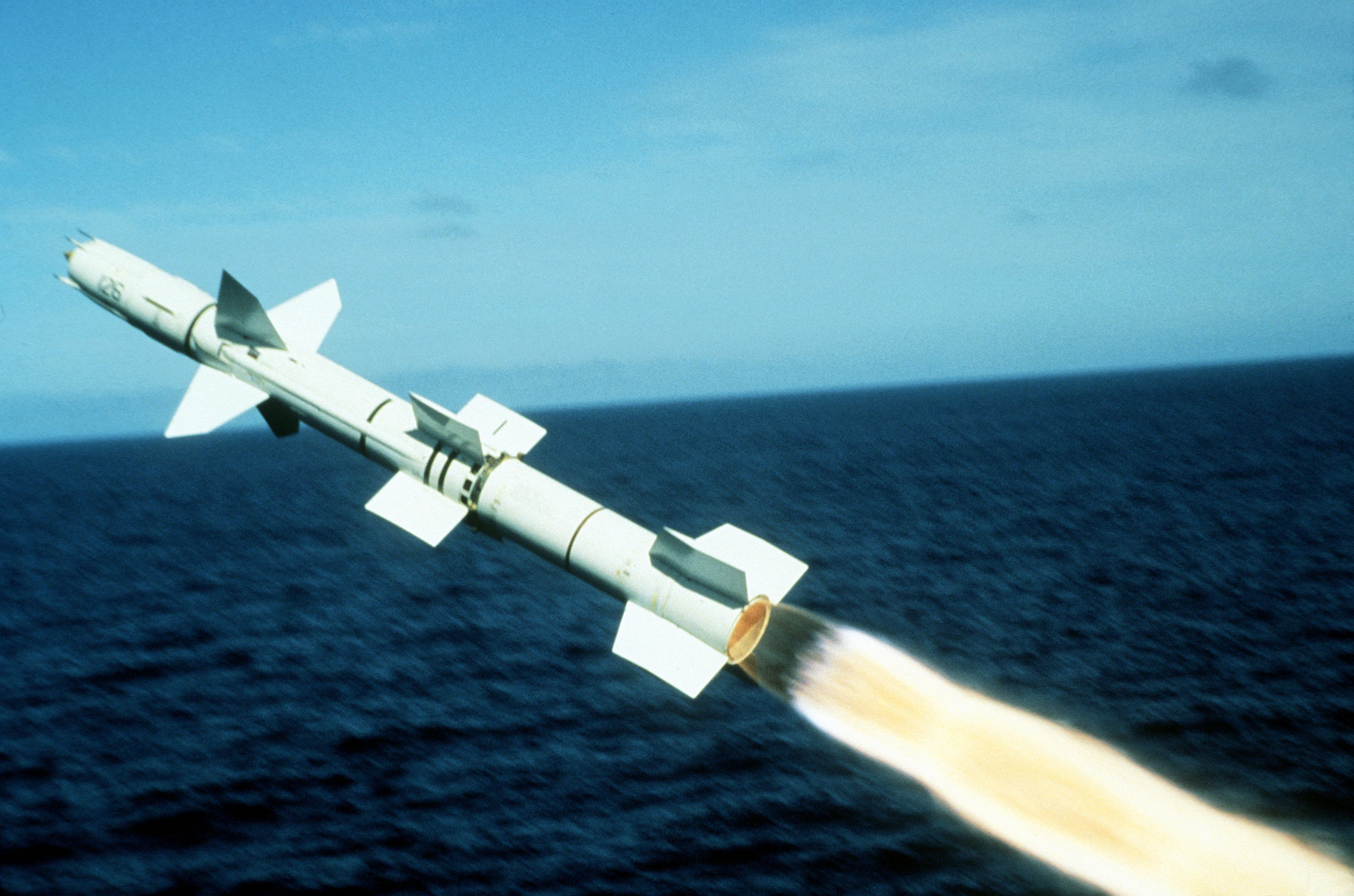
Last Talos missile launched by in 1979

RIM-8 Talos là một trong những hệ thống tên lửa phòng không tầm xa thế hệ đầu tiên của Hải quân Mỹ, được phát triển bởi Bendix. Tên lửa Talos sử dụng phương thức dẫn đường lái theo cánh sóng, cùng với phương thức dẫn đường bằng radar bán chủ động semi-active radar homing (SARH) ở pha tiếp cận mục tiêu. Tên lửa có 4 ăng ten nhỏ ở mũi đóng vai trò bộ phận thu sóng SARH, hoạt động giống như là bộ giao thoa sóng liên tục. Tên lửa sử dụng động cơ nhiên liệu rắn khởi tốc; trong khi giai đoạn tiếp theo bay tới mục tiêu là động cơ ramjet do Bendix sản xuất, cùng với đầu đạn đóng vai trò nén khí nạp vào động cơ ramjet.

## Lịch sử ra đời
Talos là thành quả của chương trình phát triển tên lửa phòng không hay còn gọi là Operation Bumblebee của Hải quân Mỹ, với mục đích đánh chặn các loại tên lửa chống tàu tương tự như bom lượn Henschel Hs 293, Fritz X, và máy bay kamikaze. Tên lửa Talos là trọng tâm chính của chương trình nghiên cứu này nhưng nó lại không phải là loại tên lửa đầu tiên được phát triển, thay vào đó loại tên lửa đầu tiên được đưa vào trang bị là loại RIM-2 Terrier. Tên lửa Talos ban đầu được mang mã định danh là SAM-N-6 sau đó được định danh lại thành RIM-8 vào năm 1963. Cấu trúc thân tên lửa được sản xuất bởi McDonnell Aircraft tại St. Louis; công đoạn tổng lắp được thực hiện bởi Bendix Missile Systems tại Mishawaka, Indiana. Các phiên bản ban đầu của tên lửa có giá khoảng 155.000 $ thời điểm năm 1955 (1.793.335 $ năm 2022); tuy nhiên, giá thành của tên lửa đã được giảm xuống do Bendix nâng cao sản lượng tên lửa.
Hệ thống Talos có nhược điểm là kích thước lớn và sử dụng hệ thống radar kép; do đó chỉ có một số loại tàu chiến cỡ lớn mới thích hợp cho việc trang bị loại tên lửa này cùng với radar dẫn đường AN/SPW-2 và radar chiếu xạ mục tiêu AN/SPG-49. Với kích thước dài tới 9,9 mét và nặng 3,5 tấn, tên lửa Talos có thể tương đương với các loại máy bay chiến đấu cỡ nhỏ. Hệ thống phóng tên lửa Talos Mark 7 GMLS (Guided Missile Launching System) được lắp đặt trên 3 tàu chiến thuộc lớp Galveston (được sửa đổi từ lớp tàu tuần dương hạng nhẹ Cleveland) với 16 tên lửa sẵn sàng trên giá phóng cùng với 30 tên lửa và tầng đẩy phụ dự trữ. Các tàu tuần dương chạy bằng năng lượng hạt nhân USS Long Beach cùng với 3 tàu tuần dương thuộc lớp Albany mang hệ thống phóng tên lửa Mark 12 cùng kho chứa 52 tên lửa đặt bên dưới boong tàu.
Nguyên mẫu SAM-N-6b/RIM-8A có tầm bắn khoảng 50 dặm và được trang bị đầu đạn loại tiêu chuẩn. Phiên bản SAM-N-6bW/RIM-8B được trang bị đầu đạn hạt nhân, loại đạn này không trang bị radar bán chủ động. Phiên bản tên lửa SAM-N-6c/RIM-8E "Unified Talos" có khả năng thay đổi các loại đầu đạn khi cần thiết. Trong khi RIM-8E được trang bị loại đầu dò mục tiêu sóng liên tục pha cuối cải tiến và có trần bay lớn hơn. Các tên lửa thuộc phiên bản RIM-8C cũng được trang bị lại với đầu dò mục tiêu mới và được định danh là RIM-8F. RIM-8G và RIM-8J có cải tiến về cự ly khoá mục tiêu lớn hơn và thay thế nhiên liệu động cơ đẩy giúp tên lửa đạt tầm bắn 130 dặm.
Phiên bản đất đối không đã được Mỹ sử dụng trong chiến tranh tại Việt Nam, theo đó đã có 4 chiếc MiG bị bắn hạ bởi tên lửa phóng từ các tàu chiến mang số hiệu USS Chicago và Long Beach. Ngày 23 tháng 5 năm 1968, một tên lửa Talos phóng đi từ Long Beach đã bắn rơi máy bay MiG từ khoảng cách 65 dặm. Đây là lần đầu tiên tên lửa phòng không bắn đi từ tàu chiến hạ được máy bay của đối phương. Các mảnh vỡ từ vụ nổ đã làm rơi chiếc MiG thứ 2 bay gần đó. Tháng 9 năm 1968, tàu khu trục Long Beach đã tiếp tục bắn rơi một máy bay MiG khác ở cự ly 61 dặm. Ngày 9 tháng 5 năm 1972, tên lửa Talos phóng từ bệ phóng phía mũi tàu đã bắn rơi một chiếc MiG từ khoảng cách xa. tên lửa Talos cũng có khả năng bắn các mục tiêu mặt đất.
Phiên bản tên lửa RIM-8H Talos-ARM là phiên bản chống radar, được phát triển để tấn công các trạm radar bờ biển, phiên bản này bắt đầu được đưa vào thử nghiệm trong việc chống lại các trạm radar tên lửa phòng không của kiền Bắc Việt Nam.

## Các phiên bản
SAM-N-6

SAM-N-6a

SAM-N-6b
Phiên bản trang bị đầu đạn thông thường, sau được định danh là RIM-8A.
SAM-N-6bw
Phiên bản mang đầu đạn hạt nhân, có trang bị radar SARH, RIM-8B.
SAM-N-6b1
Cải tiến của tên lửa SAM-N-6b với tầm bắn lớn hơn và có đầu đạn chứa thanh xuyên RIM-8C.
SAM-N-6c
Phiên bản thay đổi được đầu đạn, cải tiến khả năng khoá mục tiêu và tăng trần bay của tên lửa, mang định danh RIM-8E.
RIM-8F Talos
Phiên bản cải tiến của RIM-8C trang bị đầu dò mới (post-1962 only).
RIM-8G Talos
Cải tiến tăng tầm khoá mục tiêu.
RIM-8H Talos-ARM
Phiên bản tên lửa chống radar.
RIM-8J Talos
phiên bản cải tiến tầm khoá mục tiêu của tên lửa.
MQM-8G Vandal
Phiên bản mục tiêu bay siêu thanh, ngừng hoạt động năm 2008.

## Các tàu chiến từng trang bị tên lửa Talos
| Ngày triển khai | Vũ khí                                       | Tàu           | Ghi chú                                |
| --------------- | -------------------------------------------- | ------------- | -------------------------------------- |
| 28/5/1958       | 1×Mk 7 GMLS với 2 radar AN/SPG-49            | Galveston     | Thục hiện nhiệm vụ với định danh CLG-3 |
| 3/6/1960        | 2×Mk 7 GMLS với 4 radar AN/SPG-49            | Little Rock   | CLG-4                                  |
| 7/9/1960        | 3×Mk 7 GMLS với 6 radar AN/SPG-49            | Oklahoma City | CLG-5                                  |
| 9/9/1961        | 3×Mk 7 & 1×Mk 12 GMLS với 8 radar AN/SPG-49  | Long Beach    | CGN-9                                  |
| 3/11/1962       | 3×Mk 7 & 3×Mk 12 GMLS với 12 radar AN/SPG-49 | Albany        | CG-10                                  |
| 1/12/1962       | 3×Mk 7 & 5×Mk 12 GMLS với 16 radar AN/SPG-49 | Columbus      | CG-12                                  |
| 2/5/1964        | 3×Mk 7 & 7×Mk 12 GMLS với 20 radar AN/SPG-49 | Chicago       | CG-11                                  |
| 25/5/1970       | 2×Mk 7 & 7×Mk 12 GMLS với 18 radar AN/SPG-49 | Galveston     | Đã loại biên                           |
| 31/1/1975       | 2×Mk 7 & 5×Mk 12 GMLS với 14 radar AN/SPG-49 | Columbus      | Đã loại biên                           |
| 22/11/1976      | 1×Mk 7 & 5×Mk 12 GMLS với 12 radar AN/SPG-49 | Little Rock   | Đã loại biên                           |
| 1978            | 1×Mk 7 & 4×Mk 12 GMLS với 10 radar AN/SPG-49 | Long Beach    | Đã loại bỏ hệ thống Talos              |
| 1/11/1979       | 4×Mk 12 GMLS with 8×AN/SPG-49 RADAR          | Oklahoma City |                                        |
| 15/12/1979      | 4×Mk 12 GMLS with 8×AN/SPG-49 RADAR          | Oklahoma City | Đã loại biên                           |
| 1/3/1980        | 2×Mk 12 GMLS with 4×AN/SPG-49 RADAR          | Chicago       | Đã loại biên                           |
| 29/8/1980       |                                              | Albany        | Đã loại biên                           |

## Fate
Long Beach tiến hành loại biên hệ thống Talos từ năm 1978. Hệ thống hoàn toàn bị loại khỏi trang bị của Hải quân Mỹ sau khi tàu USS Oklahoma City bị loại biên năm 1979. Sau quãng thời gian dài 21 năm trang bị, nó đã được thay thế bởi hệ thống tên lửa RIM-67 Standard, cùng với hệ thống phóng Mk10 nhỏ hơn.
Hiện tại ở công viên Military Honor Park ở lối vào sân bay quốc tế Bend, South Bend, bang Indiana có trưng bày 2 tên lửa Talos.
Một tên lửa cũng đang được trưng bày tại South Bend Regional Airport (Bendix Field).

## Thư viện ảnh

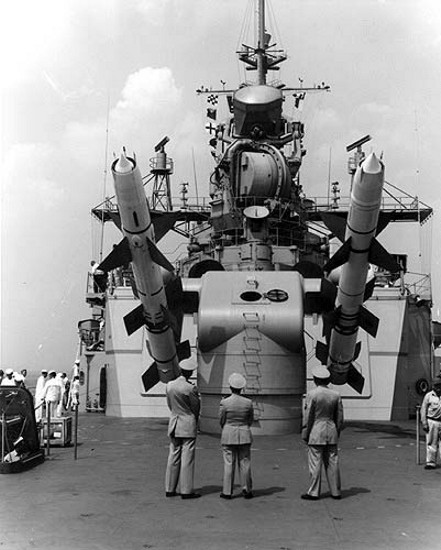
Tên lửa Talos trên tàu USS Long Beach, tháng 7 năm 1961
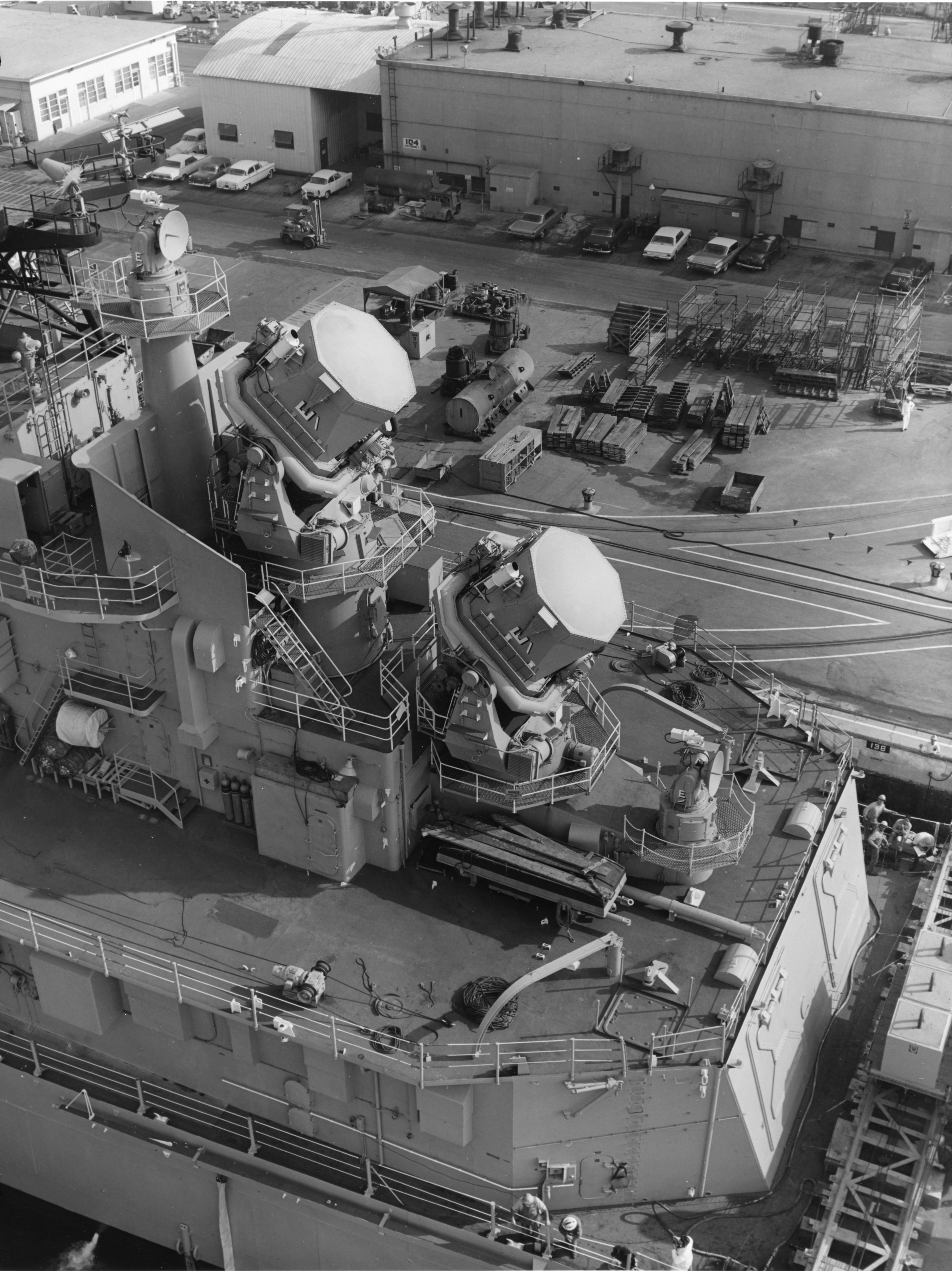
Hệ thống radar điều khiển tên lửa AN/SPG-49.
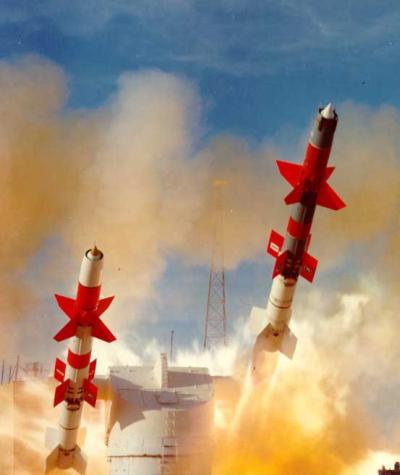
Phóng tên lửa RIM-8A và -8B.
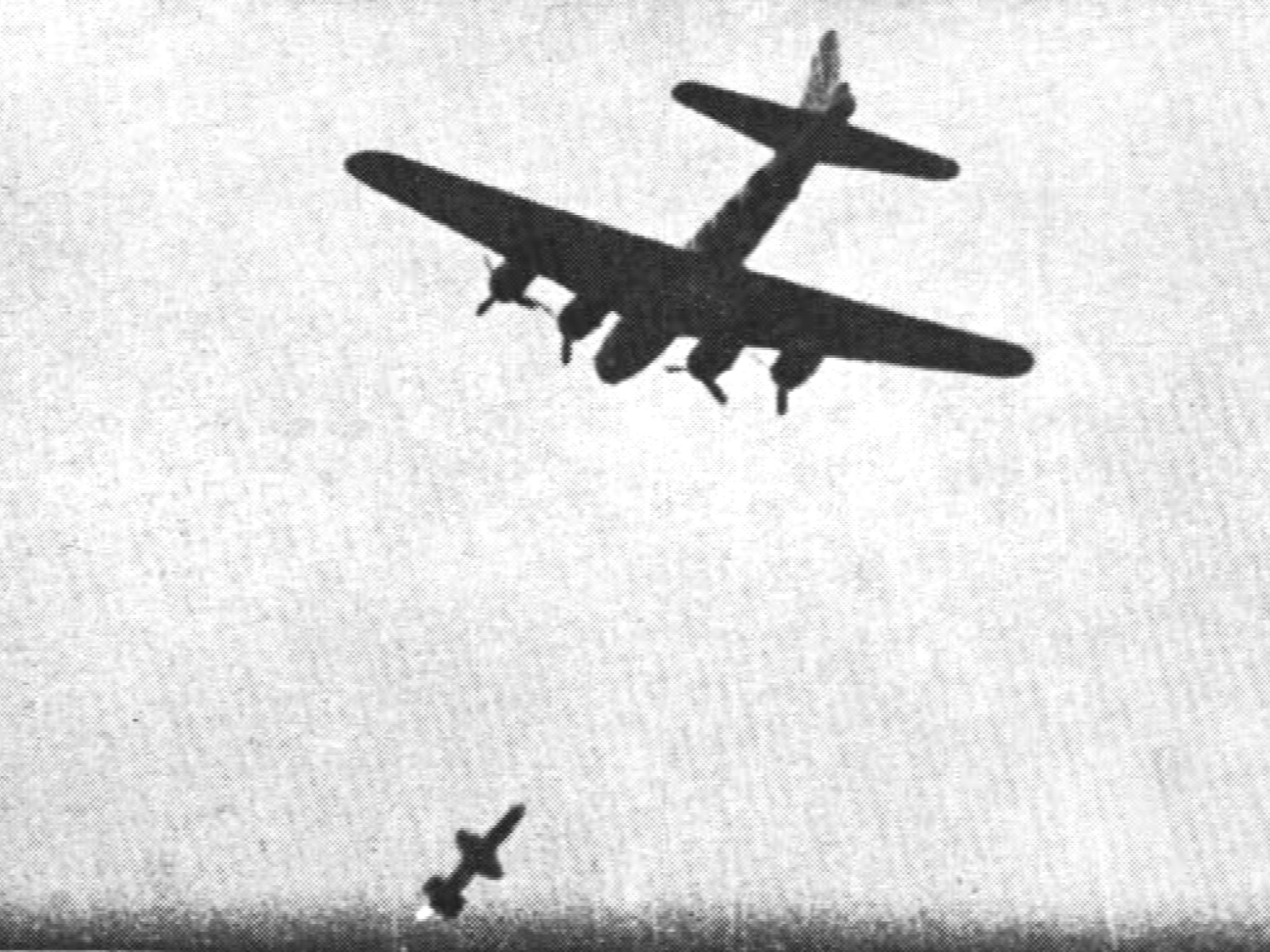
Tên lửa Talos đang bắn vào mục tiêu bay là một máy bay ném bom B-17 năm 1957.
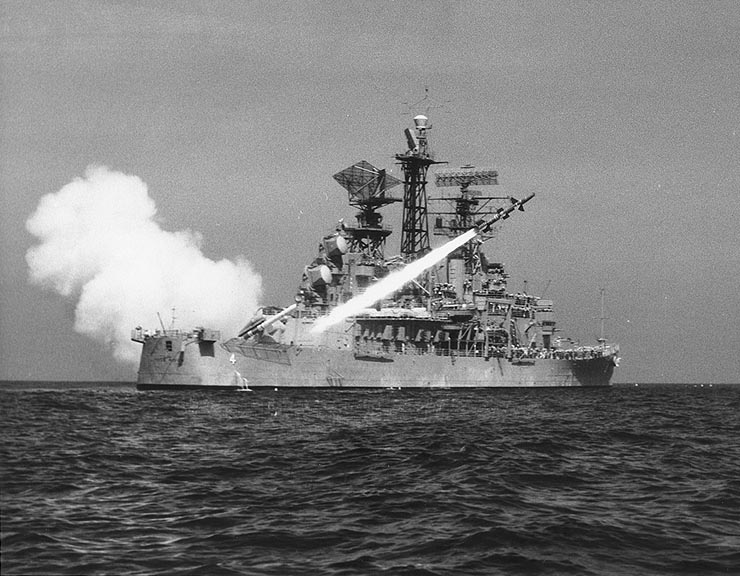
USS Little Rock bắn tên lửa Talos, ngày 4/5/1961.
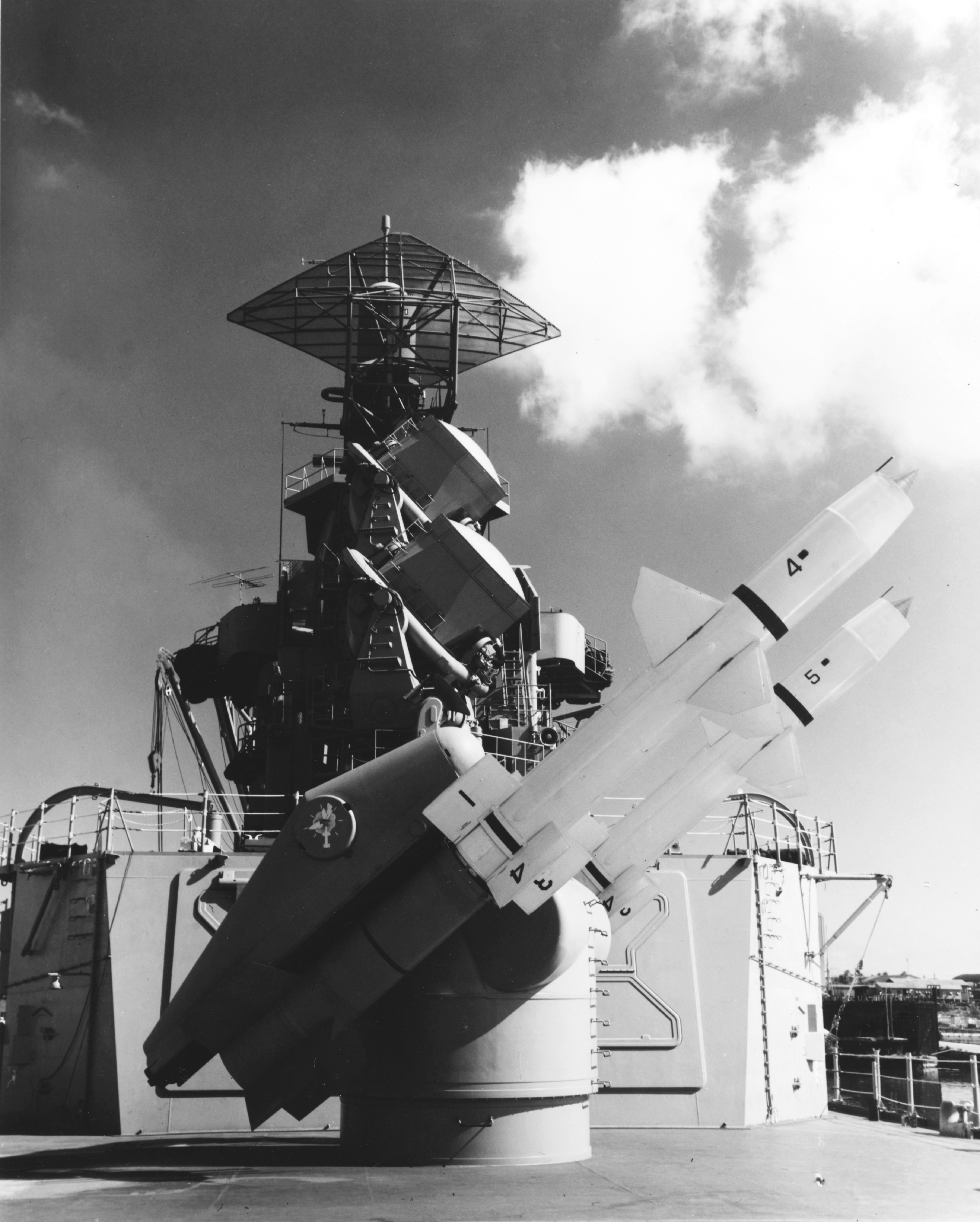
Tên lửa Talos, USS Little Rock, tháng 11 năm 1960.
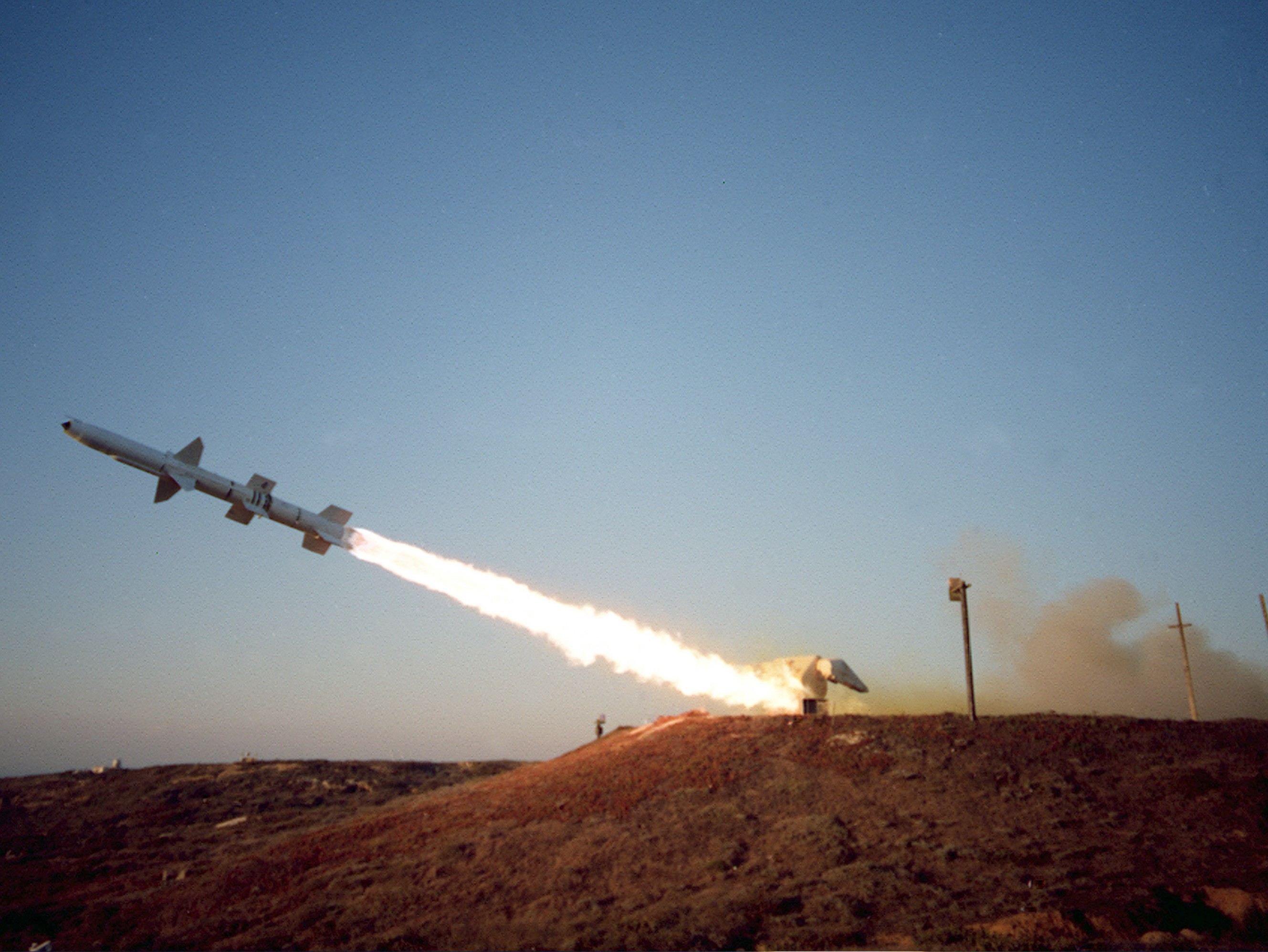
MQM-8G Vandal phóng từ đảo San Nicolas, năm 1999.
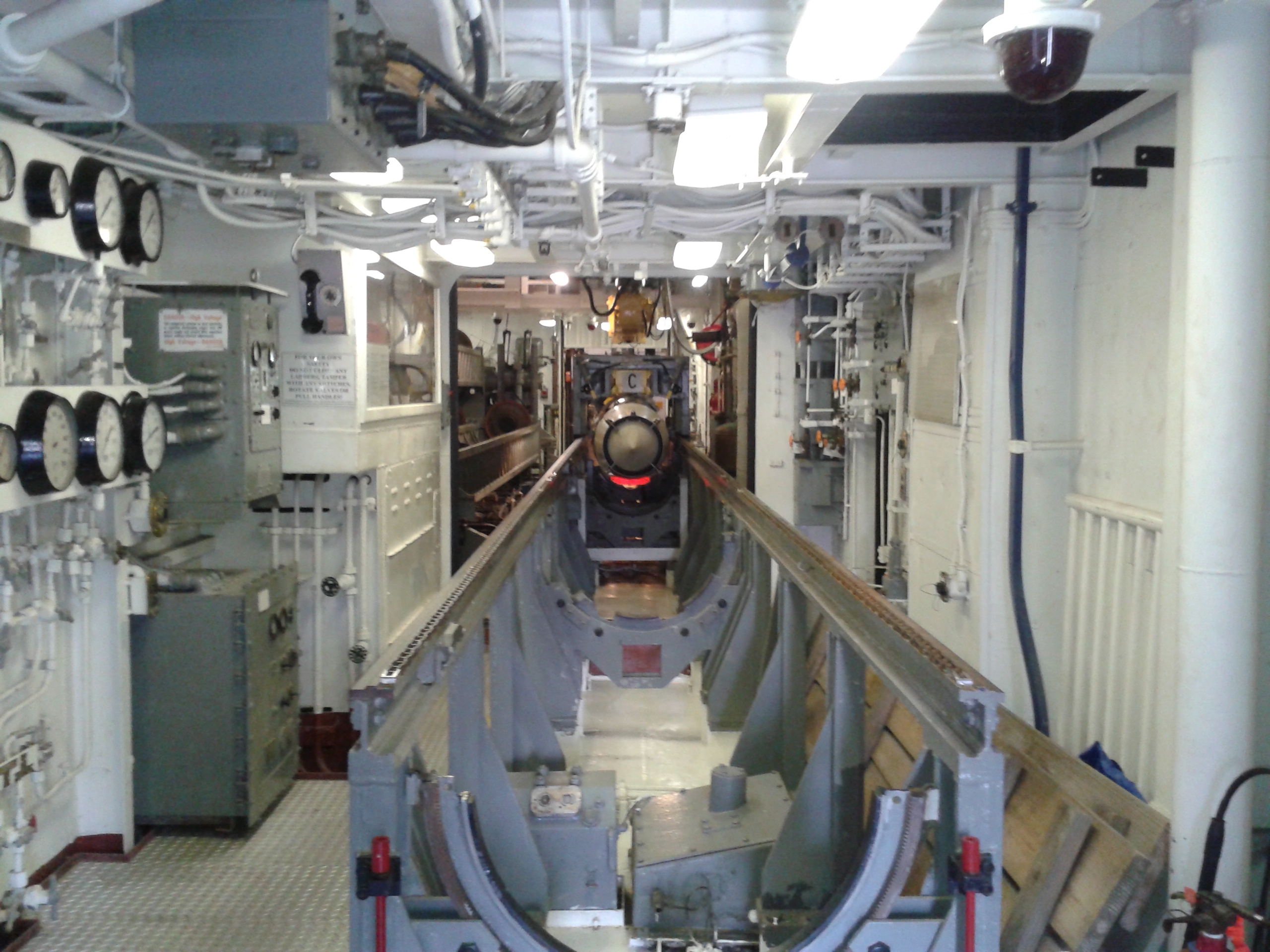
RIM-8 Talos, USS Little Rock.
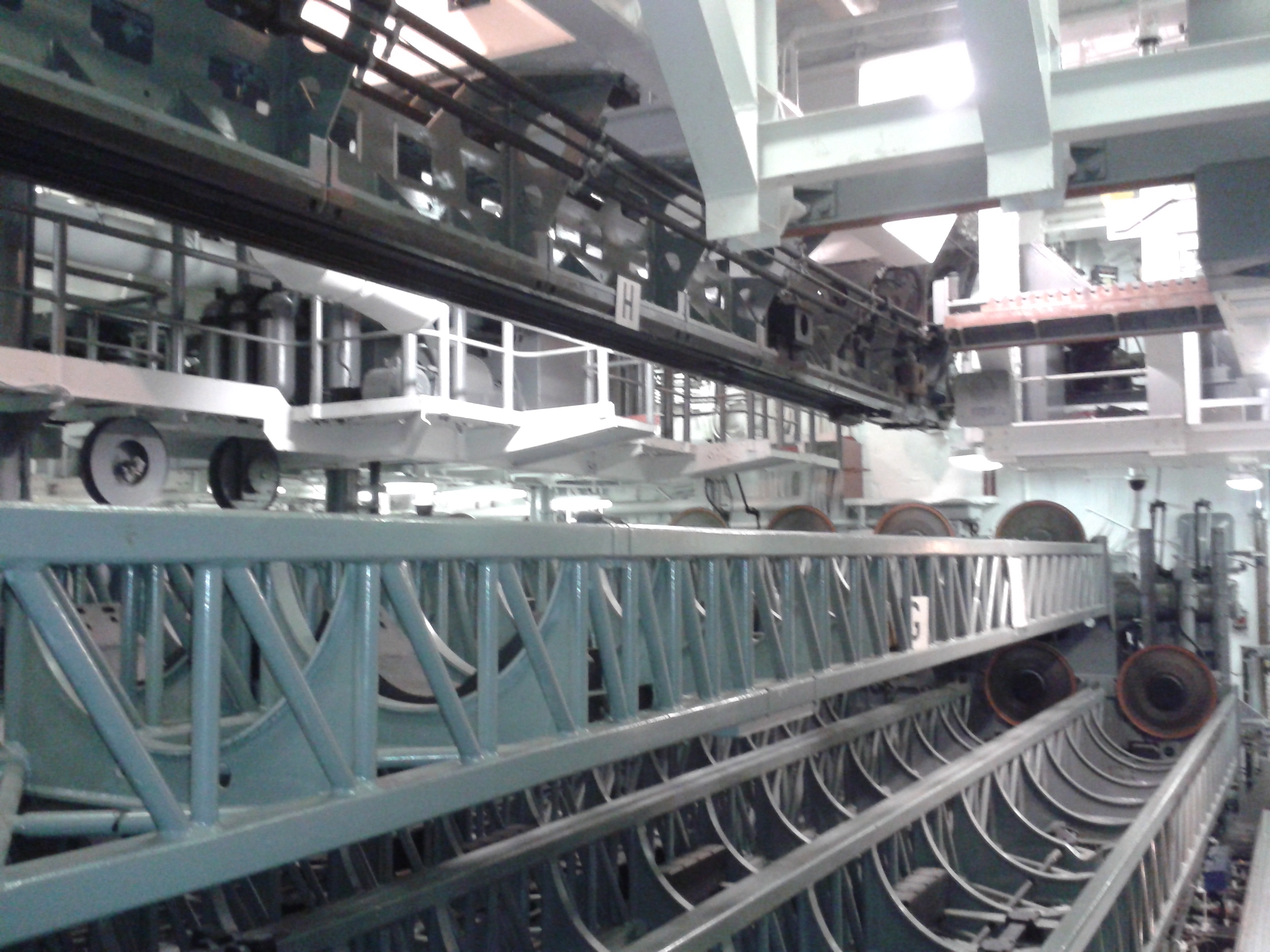
Ray nạp tên lửa RIM-8 Talos USS Little Rock
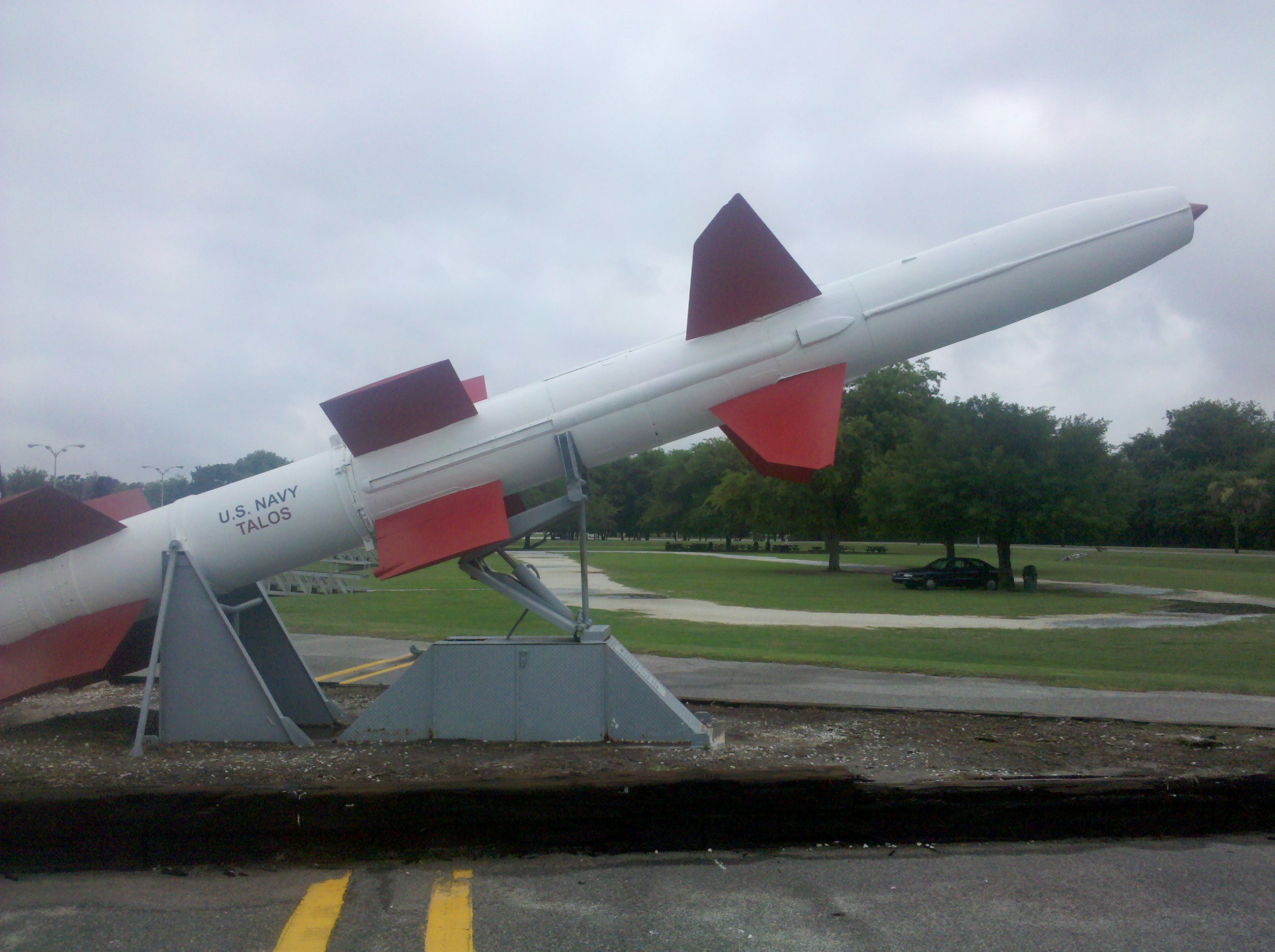
RIM-8 Talos trưng bày, Patriots Point Naval Museum, Charleston South Carolina
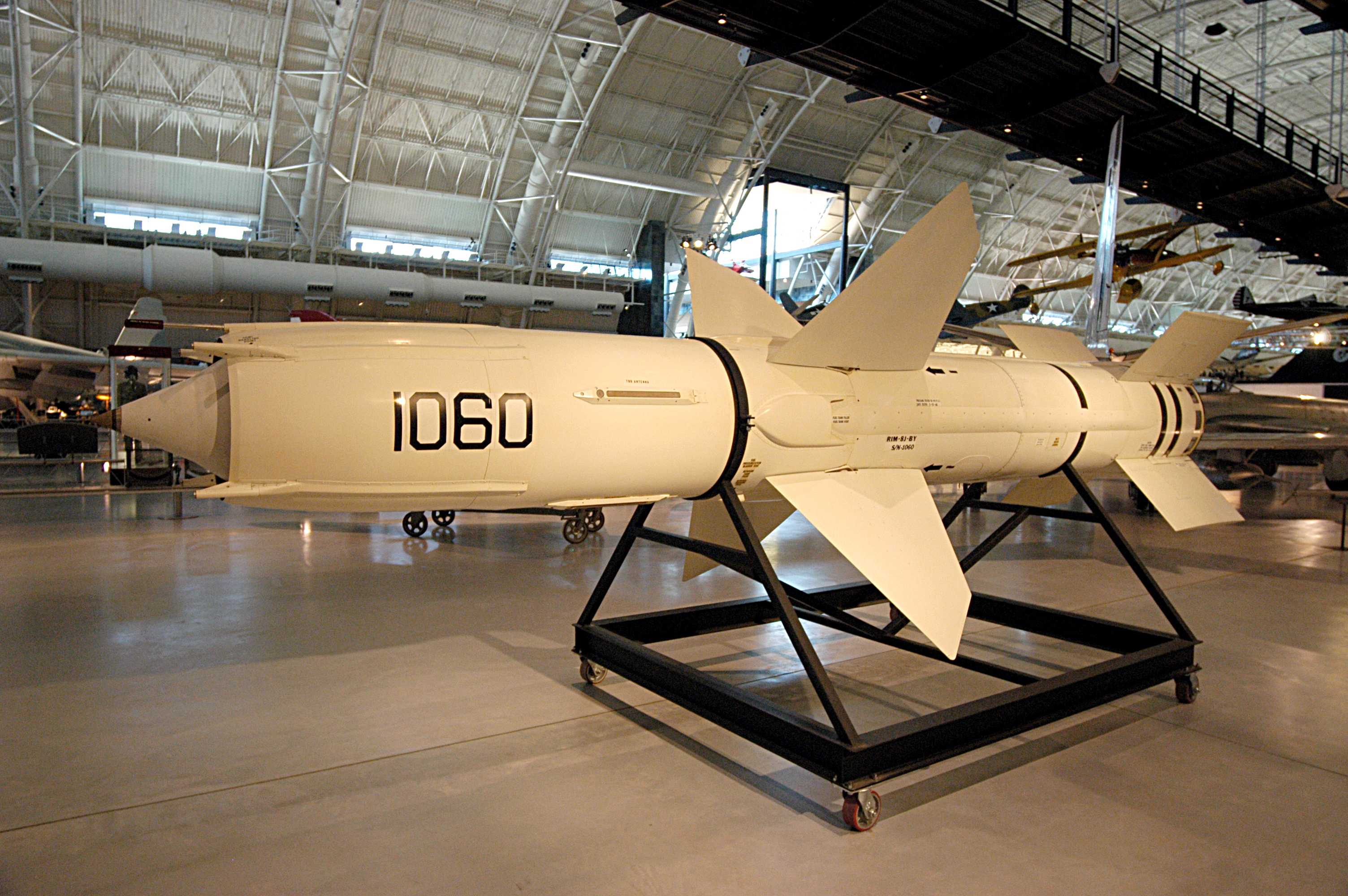
Tên lửa Bendix RIM-8 Talos tại Steven F. Udvar-Hazy Center, Chantilly, VA